# Гринберг, Рами
Рами Гринберг (ивр. רמי גרינברג‎; род. 18 мая 1978, Неве-Ярак, Шарон, Израиль) — израильский юрист, политик и общественный деятель, занимающий должность мэра города Петах-Тиквы.

## Биография
Гринберг родился в мошаве Неве-Ярак, Шарон и вырос в Петах-Тикве в религиозной семье. Учился в школе Мамлахти Дати (Мамад) и в Амит Гуш Дан по специальности биотехнология. В 14 лет был избран председателем молодёжного движения партии «Ликуд» в городе, а в 16 лет стал председателем молодёжного движения партии на национальном уровне. Перед военной службой он добровольно работал в организации «Латет». Служил бойцом в боевом инженерном корпусе в батальоне 601. После освобождения поступил на службу в полицию на два года и работал в том числе детективом. Затем он окончил учёбу на степень бакалавра права в академическом центре «Шаарей Мишпат» в Ход-ха-Шароне и специализировался в области уголовного права.

### Общественная и политическая карьера
С 2003 по 2006 год Гринберг работал в отделе безопасности муниципалитета Ход-ха-Шарона, а с 2004 года был членом комиссии по делам религии в региональном совете Дром-ха-Шарона. С 2007 по 2009 год он был помощником генерального директора муниципалитета Петах-Тиквы Дани Свайсы. В 2012 году он занимал должность руководителя отдела координации, продвижения и контроля в муниципалитете около полугода, пока не был отстранен по указанию Министерства внутренних дел. Затем несколько месяцев он работал советником мэра Ицхака Охиона. Его последняя должность на государственной службе в 2013 году была руководителем отдела продвижения общественных систем. В конце этого года он был избран членом городского совета от партии «Ликуд».
На муниципальных выборах в Израиле 2013 года Гринберг баллотировался на пост мэра Петах-Тиквы от партии «Ликуд», но проиграл в первом туре, заняв третье место. Так как его партия получила два места в городском совете, он стал одним из двух советников от партии «Ликуд».
На муниципальных выборах в Израиле в 2018 году Гринберг снова баллотировался на пост мэра Петах-Тиквы от своей собственной партии «Обновление» (התחדשות) против мэра Ицика Бравермана. Гринберг победил, набрав 45 % голосов против 36 % у Бравермана, и был приведен к присяге 20 ноября 2018 года.
В 2021 году, в разгар пандемии COVID-19, Гринберг объявил, что город рассмотрит возможность создания израильского центра разработок Pfizer в муниципалитете Петах-Тиква.
11 июля 2022 года в отношении Гринберга было возбуждено уголовное дело по обвинению в мошенничестве, злоупотреблении доверием, вымогательстве, злоупотреблении властью, взяточничестве и сговоре с целью совершения преступления. 10 августа он был арестован вместе с городским директором и подвергнут повторному расследованию.